# Немшилов, Владимир Константинович
Владимир Константинович Немшилов (24 ноября 1949, Сочи, СССР) — советский пловец, бронзовый призёр 19 Олимпийских игр в Мехико.

## Карьера
Тренировался у П. Н. Иоселиани. На Олимпиаде в 1968 году принял участие в комбинированной эстафете 4×100 метров, выиграв на эстафете бронзу.
Он выиграл три бронзовые медали в чемпионате Европы 1970 года в Барселоне по эстафетному плаванию
Победитель спартакиады народов СССР 1971 и 1975 г. 
Победитель спартакиады дружественных армий 1973 г. г. Прага. 
9-ти кратный чемпион СССР на дистанции 100 и  200 м баттерфляй  
Многократный рекордсмен Европы и Советского союза на дистанции 100 м баттерфляй.